# Amar al límite
Amar al límite (Love the Hard Way) es una película de Estados Unidos y Alemania dirigida por Peter Sehr en 2001 e interpretada por Pam Grier, Charlotte Ayanna, Adrien Brody, Jon Seda y August Diehl.

## Sinopsis
Jack (Adrien Brody) es un tipo de lo más peculiar. Por un lado, se gana la vida timando a hombres de negocios con la ayuda de su socio Charlie y de dos aspirantes a actriz que se hacen pasar por prostitutas. Y por otro, bajo su fachada de tipo duro, oculta un espíritu sensible y atormentado que se apasiona con la literatura y sueña con escribir una novela. Cuando conoce a la universitaria Claire, sus dos mundos entran en conflicto, porque intenta convencerse a sí mismo de que no la necesita y, en realidad, está perdidamente enamorado de ella. Pero las apariencias pueden más que los sentimientos y Jack hace todo lo posible por alejarla de él, arrastrándola hacia los submundos del vicio y la delincuencia. El gran problema es que, cuando se dé cuenta de su error, tal vez sea demasiado tarde.